# Joel Rocha
Joel Rocha Barocio (Montemorelos, Nuevo León; 18 de agosto de 1882 - Monterrey, Nuevo León; 19 de julio de 1961) fue un profesor, político y empresario mexicano.

## Biografía
Nació en Montemorelos, Nuevo León, el 18 de agosto de 1882, siendo hijo de don Francisco Rocha Guevara y de doña Zenaida Barocio Ondarza. Realizó sus estudios primarios en su pueblo natal, y después estudió en la Escuela Normal Superior de Monterrey, hasta titularse como profesor de Educación Primaria en 1901, habiendo tenido como maestros a don Miguel F. Martínez y a don Serafín Peña. Dirigió la escuela no. 1 y fue secretario de la Dirección de Instrucción Pública. Fue, al decir de Nemesio García Naranjo, "el mejor estudiante de su generación". 
En 1903 fue a los Estados Unidos y trabajó como obrero en fábricas de muebles en Chicago. A su regreso en 1905, y asociado con su cuñado Benjamín Salinas Westrup, estableció una fábrica de camas y más tarde la tienda de la firma de ambos apellidos, que se habría de convertir en una de las más grandes cadenas comerciales en el país: Salinas & Rocha. 
En 1905 hizo un viaje por Europa con Fortunato Lozano y escribió sus impresiones de viaje en El Espectador. Fue regidor del Ayuntamiento de Monterrey en 1918, y alcalde suplente en calidad de propietario en 1919 y de nuevo suplente al año siguiente. Como escritor colaboró en El pobre Balbuena, en 1901. Con Ricardo Arenales fundó en 1909 la Revista Contemporánea, escribió también para Renacimiento de 1904 a 1910. También fue uno de los impulsores de la Universidad de Nuevo León a través del Patronato Universitario.
Joel Rocha Barocio falleció en Monterrey el 19 de julio de 1961. Fue sepultado en el Panteón del Carmen.